# Merwilla
Die Merwilla sind eine Pflanzengattung innerhalb der Familie Spargelgewächse (Asparagaceae). Die nur drei Arten sind vom südlichen tropischen Afrika bis Südafrika verbreitet und werden dort Wild squill (englisch), Blue squill (englisch), Blue hyacinth (englisch), Blouberglelie (afrikaans), Blouslangkop (afrikaans) oder Inguduza (zulu) genannt. Eine Art, Merwilla plumbea, wird als Zierpflanze verwendet.

## Beschreibung

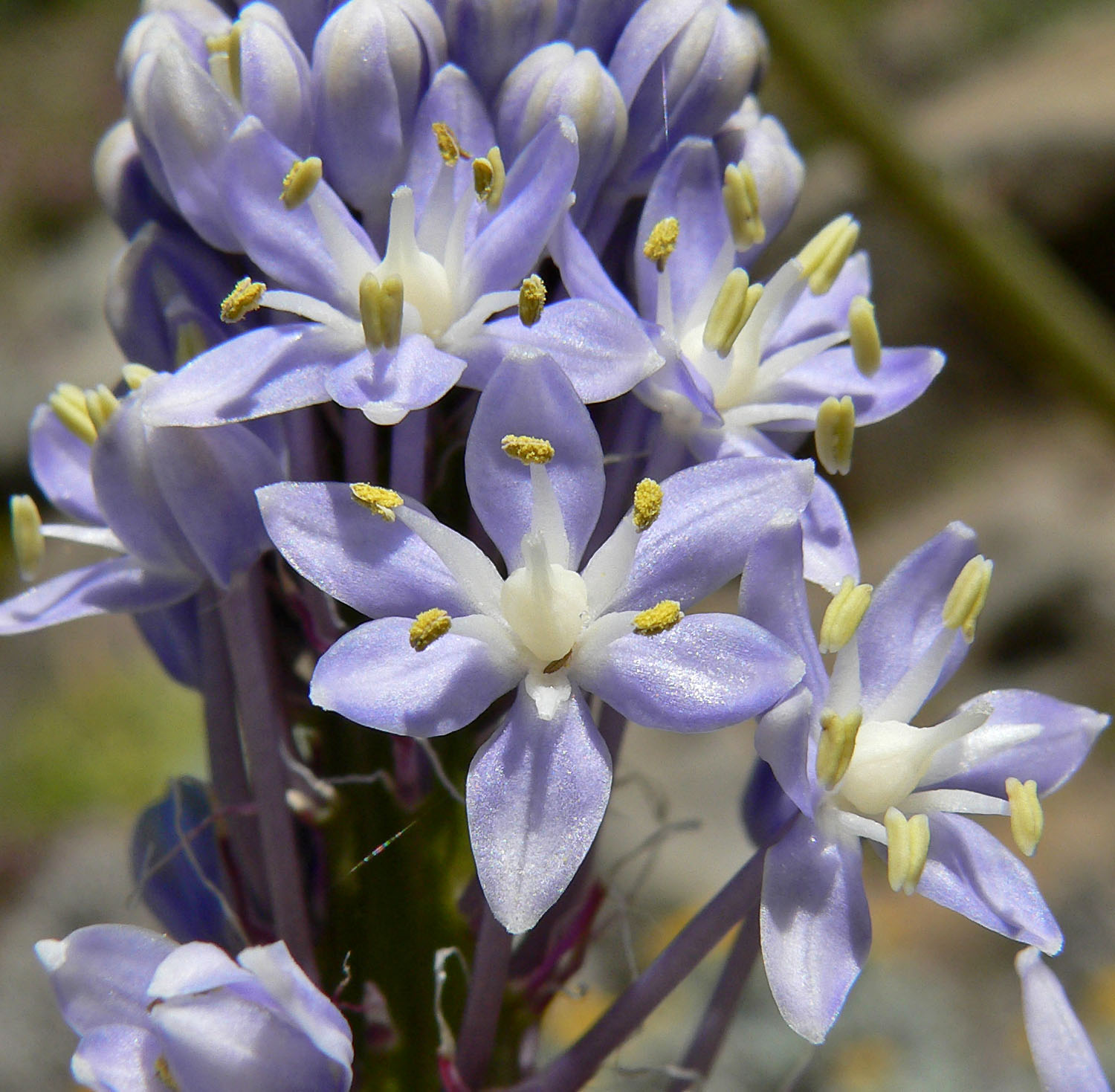
Ausschnitt eines Blütenstandes von Merwilla plumbea mit dreizähligen Blüten im Detail.

### Erscheinungsbild und Blätter
Merwilla-Arten wachsen als ausdauernde krautige Pflanzen. Diese Geophyten bilden sehr große, nur teilweise unterirdische Zwiebeln als Überdauerungsorgane aus, deren kompakte Zwiebelblätter bis zu vier Jahre überdauern und deren Ummantelung („Tunika“) innen gelb bis grau, außen braun sowie knorpelig ist. Die dicken Wurzeln sind verzweigt.
Die Laubblätter stehen in einer grundständigen Rosette zusammen. Die einfachen Blattspreiten sind relativ breit und kahl oder behaart. Es liegt Parallelnervatur vor.

### Blütenstände und Blüten
Endständig auf mehr oder weniger langen, kahlen oder manchmal behaarten Blütenstandsschäften stehen konische bis zylindrische, traubige Blütenstände, die wenige bis viele Blüten enthalten. Es sind schmale Deckblätter vorhanden.
Die gestielten, zwittrigen Blüten sind radiärsymmetrisch und dreizählig. Die sechs gleichgeformten Blütenhüllblätter sind frei und stehen sternförmig zusammen. Die Farben der Blütenhüllblätter sind blau bis malvenfarben. Es sind zwei Kreise mit je drei Staubblättern vorhanden. Die weißen Staubfäden sind dreieckig verbreitert und an ihrer Basis verwachsen. Die Staubbeutel sind relativ klein. Die drei Fruchtblätter sind zu einem fast kugeligen, oberständigen Fruchtknoten verwachsen. Je Fruchtknotenkammer sind 4 bis 40 Samenanlagen vorhanden. Der Griffel ist etwa 1 mm lang.

### Früchte und Samen
Die kugeligen Kapselfrüchte enthalten in jedem Fruchtfach einige Samen. Die Samen sind länglich und abgeflacht. Die Samen sind höchstens sechs Monate keimfähig.

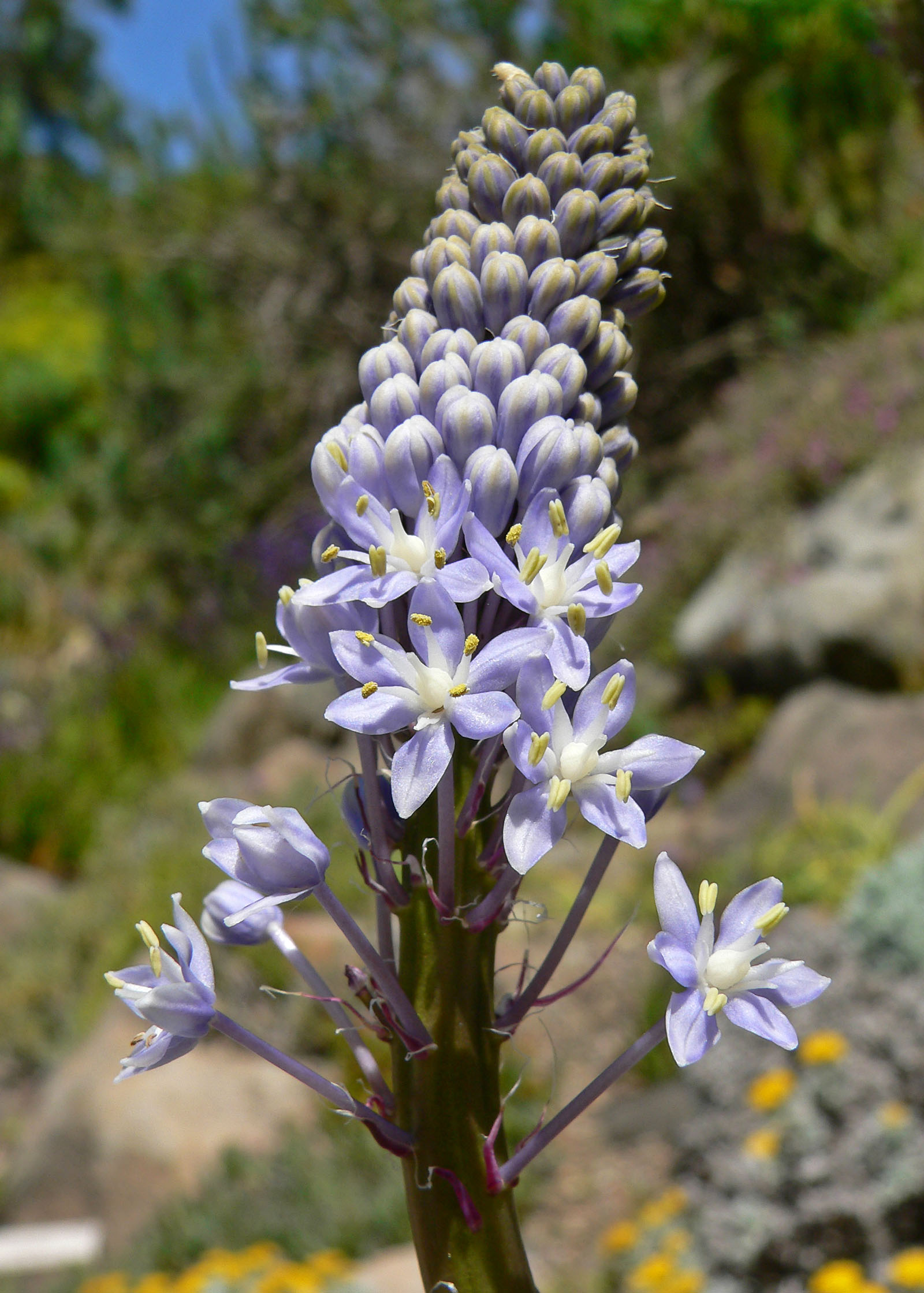
Aufblühender Blütenstand von Merwilla plumbea.

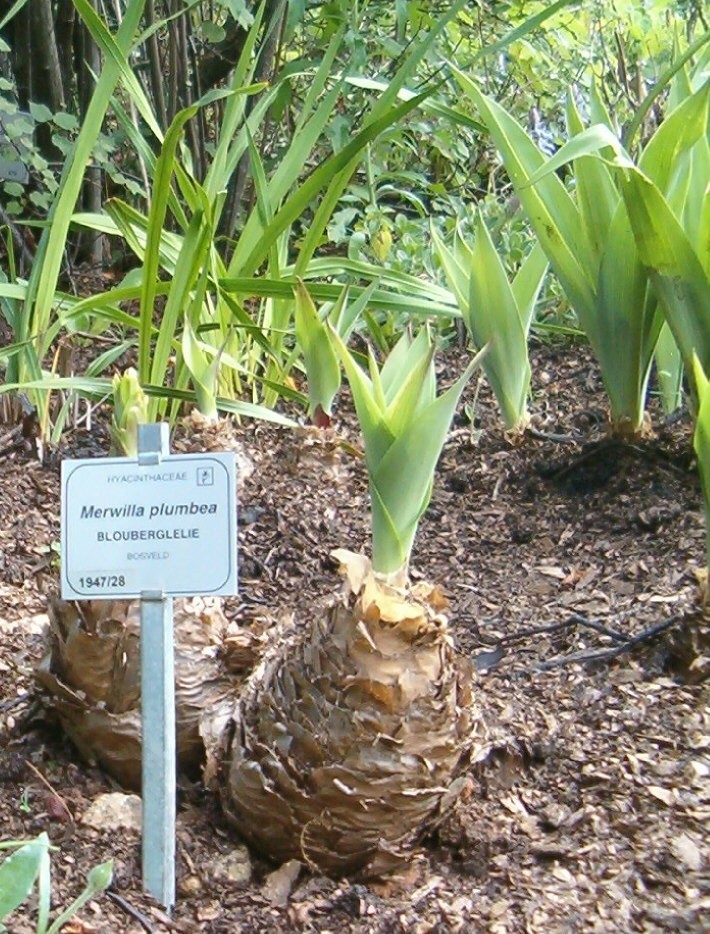
Frisch austreibende Zwiebeln von Merwilla plumbea, nur ein mehr oder weniger großer Teil ist unterirdisch.

## Systematik und Verbreitung
Die Gattung Merwilla wurde 1998 für Arten, die aus der Gattung Scilla ausgegliedert wurden, durch Franz Speta in Systematische Analyse der Gattung Scilla L. (Hyacinthaceae) in Phyton (Horn) aufgestellt. Der Gattungsname Merwilla ehrt den südafrikanischen Amateurbotaniker Frederick von der Merwe (1894–1968) und setzt sich aus Merwe und Scilla zusammen.
Die Gattung Merwilla gehört zur Subtribus Massoniinae aus der Tribus Hyacintheae in der Unterfamilie der Scilloideae innerhalb der Familie Asparagaceae. Sie wurde früher in die Familien Hyacinthaceae oder Liliaceae eingeordnet.
Die Gattung Merwilla ist vom südlichen tropischen Afrika bis Südafrika (zwei Arten) verbreitet. Es gibt nur drei Merwilla-Arten:
- Merwilla dracomontana (Hilliard & B.L.Burtt) Speta (Syn.: Scilla dracomontana Hilliard & B.L.Burtt): Sie kommt nur in KwaZulu-Natal vor, ihre Bestände gelten als stabil und sie wird als „Least Concern“ = „nicht gefährdet“ bewertet.[8]
- Merwilla lazulina (Wild) Speta (Syn.: Scilla lazulina Wild): Sie kommt im südlichen tropischen Afrika in Malawi, Mosambik und Simbabwe vor.
- Merwilla plumbea (Lindl.) Speta (Syn.: Scilla plumbea Lindl., Scilla natalensis Planch., Scilla kraussii Baker, Merwilla kraussii (Baker) Speta, Merwilla natalensis (Planch.) Speta): Sie kommt in KwaZulu-Natal, Ostkap, Free State, Lesotho, Eswatini und Mpumalanga vor und gilt als „Near Threatened“ = „gering gefährdet“. Sie gedeiht in Grasländern in der Bergnebelzone und Ngongoni-Grasland, auf felstigen Standorten und gutdrainierten Hängen in Höhenlagen zwischen 300 und 2500 Meter.[8]

## Nutzung
Merwilla plumbea wird als Zierpflanze genutzt.
Besonders die Zwiebeln sind giftig und zu bestimmten Jahreszeiten vergiftet sich Vieh an Merwilla plumbea. Von Merwilla plumbea werden aus den Zwiebeln Zubereitungen in der Volksmedizin bei vielen Krankheiten verwendet.